# Fokker T.VIII
Fokker T.VIII-W – holenderski wodnosamolot zwiadowczy i torpedowy z okresu II wojny światowej. 

## Historia

Silnik R-975 eksponowany w MLP w Krakowie

W 1937 roku na zamówienie holenderskiego lotnictwa marynarki w wytwórni Fokker opracowano nowoczesny wodnosamolot, który otrzymał oznaczenie Fokker T.VIII-W. Jego oblot nastąpił w 1938 i zaraz też przystąpiono do jego produkcji seryjnej, przy czym z uwagi na to, że miał konstrukcję mieszaną, otrzymał on oznaczenie T.VIII-W/G. Pierwsze samoloty ukończono w 1939.
Opracowano także wersję T.VIII-W/M o konstrukcji całkowicie metalowej. Samolotem tym zainteresowała się także Finlandia, która zamówiła wersję o większych rozmiarach i mocniejszych silnikach, która otrzymała oznaczenie T.VIII-W/C. 
Po zajęciu Holandii przez Niemców, dokończono produkcję rozpoczętych już samolotów. Łącznie w latach 1938–1940 zbudowano 36 samolotów Fokker T.VIII-W wszystkich wersji.

## Użycie

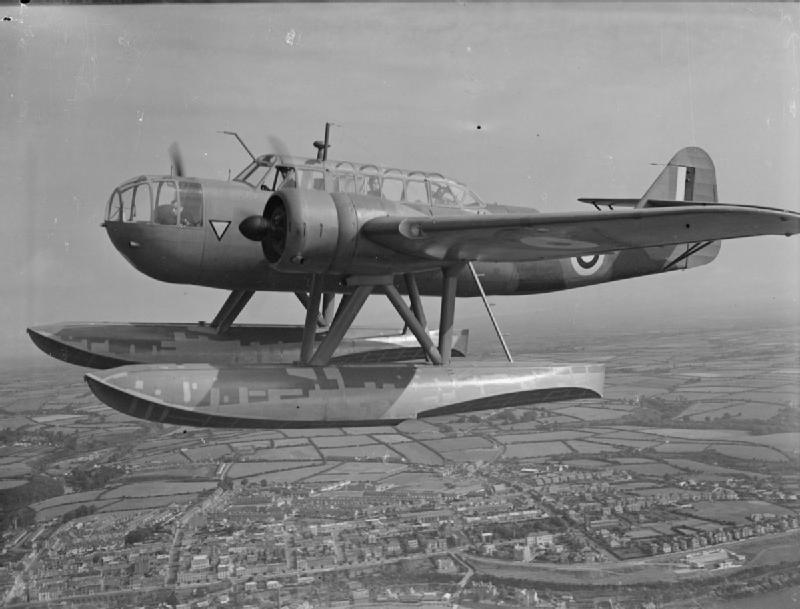
Fokker T-VIIIW należący do 320 (holenderskiego) Dywizjonu RAF

Wodnosamolot T.VIII-W został w 1939 roku wprowadzony do lotnictwa morskiego Holandii, a jeden z nich został zestrzelony 13 września 1939 przez niemiecki samolot Dornier Do 18, pomimo że Holandia była wtedy krajem neutralnym. W momencie ataku Niemiec na Holandię w 1940 roku samoloty wzięły udział w walkach, a następnie zostały ewakuowane do Francji i Wielkiej Brytanii.
Z 8 samolotów T.VIII-W ewakuowanych do Wielkiej Brytanii w 1940 utworzono holenderski 320 Dywizjon RAF, który wziął udział w walkach nad Morzem Północnym. Wodnosamoloty T.VIII-W stanowiły wyposażenie tego dywizjonu od czerwca do października 1940 roku.
Samoloty przejęte przez Niemców oraz budowę, których ukończono, użyto w Luftwaffe do zwiadu, zwalczania celów morskich i ratownictwa nad Morzem Północnym i Śródziemnym. 
Tylko 2 samoloty Fokker T.VIII-W zostały dostarczone do Finlandii, gdzie użyto ich do patrolowania Morza Bałtyckiego.

## Opis konstrukcji
Wodnosamolot Fokker T.VIII-W był średniopłatem o konstrukcji mieszanej lub metalowej. W wersji mieszanej środkowa część kadłuba miała konstrukcję drewnianą, a tylna kratownicową. Kabina trzyosobowej załogi, znajdowała się w oszklonej kabinie w przedniej części kadłuba.  Usterzenie klasyczne. Podwozie składało się z dwóch całkowicie metalowych, jednoredanowych pływaków.
Napęd samolotu stanowiły w 2 silniki gwiazdowe z osłonami w postaci pierścieni NACA.
Uzbrojenie obronne samolotu stanowiły 3 karabiny maszynowe FN Browning kal. 7,9 mm. Samolot mógł zabrać jedną torpedę lub 600 kg bomb w komorze bombowej w kadłubie.